# Sorángel (telenovela)
Sorángel es una telenovela venezolana producida y emitida por Venevisión en 1981. Fue protagonizada por Hilda Carrero y Eduardo Serrano, con las participaciones antagónicas de Mary Soliani, Martín Lantigua y Raúl Xiqués.

## Argumento
La historia de Sorangel es la historia del amor abnegado de dos mujeres por un mismo hombre. Este hombre, Luis Enrique Cortez (Eduardo Serrano) es un ingeniero civil, de serios principios, de procedencia humilde, que ha realizado esfuerzos para lograr su título, ayudando a la vez a su padre a mantener a sus hermanos.
Sorangel (Hilda Carrero) ha terminado sus estudios de medicina en la Universidad Central de Venezuela, llega a su casa muy contenta en compañía de su mamá Amparo (Yolanda Méndez), viuda y dueña de una pensión; de su abuela María Benita (Renee De Pallás), madre de Amparo, y también la criada Ramirita (Hilda Blanco), una negrita bien simpática y entrometida.
Al comienzo de la novela, ya Sorangel tiene amores con el ingeniero Luis Enrique Cortez y se le ha entregado. Pero Sorangel no sabe que Luis Enrique es casado, su esposa es Dulce María Suárez (Mary Soliani), hija del acaudalado José Abraham Suárez (Martin Lantigua).
José Abraham conoce a Sorangel y queda impactado con su belleza y quiere enamorarla y convertirla en su mujer, obviamente José Abraham desconoce la relación entre Sorangel y el esposo de su hija Dulce María.
Dulce María ha quedado paralítica a consecuencia de un accidente. Ella era bailarina clásica, y el accidente además de lesiones físicas, le dejó un trauma emocional porque sabe que no satisface a su esposo como mujer.
José Abraham para lograr una cercanía con Sorangel, la contrata para que se encargue de cuidar a Dulce María. El impacto en Sorangel es total cuando descubre que su amado Luis Enrique es un hombre casado.
Dulce María no tarda en descubrir la relación de Sorangel y su esposo, ella lo ama desmedidamente y comienza a manipularlo con su invalidez, al punto que ella va recuperando el movimiento de sus piernas, pero finge seguir invalida para inspirar lástima en Luis Enrique y Sorangel.
José Abraham también descubre a los amantes, pero su interés en Sorangel no ha mermado, y cuando ella queda embarazada el le pide matrimonio y ella está dispuesta a sacrificarse

## Reparto
- Hilda Carrero - Sorángel
- Eduardo Serrano - Luis Enrique Cortez
- Mary Soliani - Dulce María Suarez
- Martin Lantigua - Abraham José Suarez
- Yolanda Méndez - Amparo
- Hilda Blanco - Ramirita
- Helianta Cruz - Marita
- Reneé de Pallás - María Benita
- Raúl Xiqués - Ingeniero
- Eva Blanco - Madre de Dulce Maria
- Betty Ruth - Lucrecia
- Fernando Flores - Tacubayo
- Enrique Alzugaray -  José María Gavaldon
- Tony Rodríguez - Pedro Gregorio
- Alexis Escámez - Ginecólogo
- Gustavo González - Sacerdote
- Esperanza Magaz
- Jorge Nicolini
- Óscar Mendoza - Luis Guillermo
- Diego Acuña
- Cristina Reyes - Lisbeth
- Carlos Subero
- Mariluz Díaz
- Estelin Betancourt